# Nóż kształtowy
Nóż kształtowy – nóż skrawający stosowany w obrabiarkach.
Noże kształtowe występują przede wszystkim w postaci noży imakowych oraz oprawkowych (sztabkowych i krążkowych). Nóż kształtowy imakowy po przeszlifowaniu powierzchni natarcia zmienia zarys i nie nadaje się do dalszej pracy, dlatego używa się go przy kształtach prostych i do jednorazowego lub kilkakrotnego użycia. 
Do noży kształtowych stosowane są także oprawki sprężynujące, które zapewniają lepszą gładkość powierzchni.